# Redło (powiat goleniowski)
Redło – wieś sołecka w Polsce położona w województwie zachodniopomorskim, w powiecie goleniowskim, w gminie Osina.
W latach 1975–1998 miejscowość należała administracyjnie do województwa szczecińskiego.